# 10222 Клотц
10222 Клотц (10222 Klotz) — астероїд головного поясу, відкритий 29 жовтня 1997 року.
Тіссеранів параметр щодо Юпітера — 3,313.